# Valerij Khartjenko
Valerij Khartjenko (russisk: Валерий Николаевич Харченко) (født 3. februar 1938 i Mantjenki i Sovjetunionen, død 25. juni 2019 i Moskva i Rusland) var en russisk filminstruktør, manuskriptforfatter og skuespiller.

## Filmografi
- Vojna okontjena. Zabudte... (Война окончена. Забудьте…, 1997)[2][3]